# Discografia de Gusttavo Lima
Discografia de Gusttavo Lima, um cantor e compositor brasileiro, que consiste em três álbuns de estúdio, cinco álbuns ao vivo e vinte e quatro singles (contando com oito como artista convidado). O primeiro álbum foi Gusttavo Lima lançado em 2009, com 24 canções, sendo a maioria composição do próprio Gusttavo. Os singles do álbum foram "Caso Consumado" e "Rosas, Versos e Vinhos", que mais tarde ganhou espaço na lista das 100 mais tocadas da Billboard Brasil e obteve um videoclipe com mais de 15 milhões de acessos. O primeiro álbum ao vivo intitulado Inventor dos Amores, lançado em 2010, abriu as portas do sucesso para o cantor. O álbum teve como singles as canções: "Inventor dos Amores" (que contou com a participação da dupla Jorge & Mateus),  "Cor de Ouro" e "Refém".
O segundo álbum ao vivo Gusttavo Lima e Você, lançado em 2011 foi certificado pela ABPD com um disco de platina e se tornou seu álbum de maior sucesso. O primeiro single foi o hit "Balada", que fez um enorme sucesso no Brasil, alcançado o Top 10 da Billboard Brasil e chegando a ser executada fora do país. Além desse, o álbum também traz o single "60 Segundos". O terceiro álbum ao vivo foi Ao Vivo em São Paulo, lançado em 2012. O primeiro single "Gatinha Assanhada", alcançou a sétima posição das paradas da Billboard Brasil, e ainda obteve um videoclipe gravado em Ibiza da versão remix da música. Os outros singles do álbum foram "Fazer Beber" e "Doidaça", que figurou entre umas das mais tocadas em 2013.
O segundo álbum gravado em estúdio lançado em 2014, foi intitulado Do Outro Lado da Moeda, na qual a faixa-título do álbum foi gravado juntamente com a dupla Zezé di Camargo & Luciano, mostrando a perfeita harmonia do cantor com a dupla. O álbum contém quatro singles que são: "Diz Pra Mim", (uma versão brasileira para a canção "Just Give Me a Reason" da cantora Pink), "Fui Fiel", "Tô Solto na Night"  e "10 Anos". O álbum em menos de um mês de seu lançamento já foi colocado em 1º lugar na Billboard Brasil, declarando o quão feliz foi o cantor na gravação de mais esse álbum de sucesso.

## Álbuns

### Álbuns de estúdio
| Detalhes do álbum | Melhores posições atingidas | Vendas      | Certificações      |
| Detalhes do álbum | BRA                         | Vendas      | Certificações      |
| --- | --------------------------- | ----------- | ------------------ |
| Gusttavo Lima - Lançamento: 2009 - Gravadora: Independente - Formatos: CD, download digital                                | —                           | - : 40.000  |                    |
| Do Outro Lado da Moeda - Lançamento: 24 de fevereiro de 2014 - Gravadora: Som Livre - Formatos: CD, download digital       | 1                           | - : 80.000  | - ABPD: Platina    |
| Buteco do Gusttavo Lima Vol. 2 - Lançamento: 1 de dezembro de 2017 - Gravadora: Som Livre - Formatos: CD, download digital | —                           | - : 160.000 | - ABPD: 2× Platina |

### Álbuns ao vivo
| Inventor dos Amores - Lançamento: 25 de setembro de 2010 - Gravadora: Som Livre - Formatos: CD, download digital    | 12 | —  | - : 80.000     | - ABPD: Platina    |
| Gusttavo Lima e Você - Lançamento: 20 de setembro de 2011 - Gravadora: Som Livre - Formatos: CD, download digital   | 7  | 19 | - : 180.000    | - ABPD: 2× Platina |
| Ao Vivo em São Paulo - Lançamento: 20 de novembro de 2012 - Gravadora: Som Livre - Formatos: CD, download digital   | 2  | —  | - : 80.000     | - ABPD: Platina    |
| Buteco do Gusttavo Lima - Lançamento: 24 de julho de 2015 - Gravadora: Som Livre - Formatos: CD, download digital   | 5  | —  | - : 80.000     | - ABPD: Platina    |
| 50/50 - Lançamento: 22 de julho de 2016 - Gravadora: Som Livre - Formatos: CD, download digital                     | 7  | —  | - : 160.000    | - ABPD: 2× Platina |
| O Embaixador - Lançamento: 26 de outubro de 2018 - Gravadora: Som Livre - Formatos: CD, download digital            | —  | —  | - : 300.000    | - ABPD: Diamante   |
| O Embaixador in Cariri - Lançamento: 6 de dezembro de 2019 - Gravadora: Sony Music - Formatos: CD, download digital | —  | —  | - PMB: 160.000 | - PMB: 2× Platina  |
| O Embaixador The Legacy - Lançamentoː 2020 - Gravadora: Sony Music - Formatos: CD, download digital                 |    |    |                |                    |
| Buteco In Boston - Lançamentoː 16 de dezembro de 2021 - Gravadora: Sony Music - Formatos: CD, download digital      |    |    |                |                    |
| O Embaixador - 15 Anos - Lançamentoː 15 de junho de 2023 - Gravadoraː Sony Music - Formatos; CD, download digital   |    |    |                |                    |
| Paraíso Particular - Lançamentoː 11 de abril de 2024 - Gravadoraː Sony Music - Formatos; CD, download digital       |    |    |                |                    |
| "—" denota álbuns que não entraram nas paradas musicais.                                                            |    |    |                |                    |

### Extended plays(EP)
| Detalhes do álbum                                                                                        | Melhores posições atingidas | Vendas | Certificações |
| Detalhes do álbum                                                                                        | BRA                         | Vendas | Certificações |
| --- | --------------------------- | ------ | ------------- |
| Gusttavo Lima - EP - Lançamento: 26 de junho de 2012 - Gravadora: Som Livre - Formatos: download digital | —                           |        |               |
| O Embaixador Falando de Amor - Lançamentoː 2021 - Gravadoraː Sony Music - Formatos; download digital     |                             |        |               |
| Buteco Goiânia - Lançamentoː 2022 - Gravadoraː Sony Music - Formatos; download digital                   |                             |        |               |

### Álbuns de vídeo
| Inventor dos Amores - Lançamento: 25 de setembro de 2010 - Gravadora: Som Livre - Formatos: DVD, download digital          | 12 | - : 40.000  |                    |
| Gusttavo Lima e Você - Lançamento: 20 de setembro de 2011 - Gravadora: Som Livre - Formatos: DVD, download digital         | 7  | - : 150.000 | - ABPD: Platina    |
| Ao Vivo em São Paulo - Lançamento: 20 de novembro de 2012 - Gravadora: Som Livre - Formatos: DVD, download digital         | 2  | - : 200.000 | - ABPD: 2× Platina |
| Buteco do Gusttavo Lima - Lançamento: 24 de julho de 2015 - Gravadora: Som Livre - Formatos: DVD, download digital         | 1  | - : 60.000  | - ABPD: Platina    |
| 50/50 - Lançamento: 22 de julho de 2016 - Gravadora: Som Livre - Formatos: DVD, download digital                           | 2  |             |                    |
| Buteco do Gusttavo Lima Vol. 2 - Lançamento: 1 de dezembro de 2017 - Gravadora: Som Livre - Formatos: CD, download digital | —  |             |                    |
| O Embaixador - Lançamento: 26 de outubro de 2018 - Gravadora: Som Livre - Formatos: CD, download digital                   | —  |             |                    |
| O Embaixador in Cariri - Lançamento: 6 de dezembro de 2019 - Gravadora: Sony Music - Formatos: CD, download digital        | —  |             |                    |
| O Embaixador The Legacy - Lançamentoː 2020 - Gravadora: Sony Music - Formatos: CD, download digital                        |    |             |                    |
| Buteco In Boston - Lançamentoː 16 de dezembro de 2021 - Gravadora: Sony Music - Formatos: CD, download digital             |    |             |                    |
| "—" denota álbuns que não entraram nas paradas musicais.                                                                   |    |             |                    |

## Singles

### Como artista principal
| Ano  | Single                                                       | Paradas | Certificação                                                                     | Álbum                          |
| Ano  | Single                                                       | BRA     | Certificação                                                                     | Álbum                          |
| ---- | ------------------------------------------------------------ | ------- | -------------------------------------------------------------------------------- | ------------------------------ |
| 2009 | "Caso Consumado"                                             | —       |                                                                                  | Gusttavo Lima                  |
| 2010 | "Rosas, Versos e Vinhos"                                     | 57      |                                                                                  | Gusttavo Lima                  |
| 2010 | "Inventor dos Amores" (part. Jorge & Mateus)                 | 13      |                                                                                  | Inventor dos Amores            |
| 2011 | "Cor de Ouro"                                                | 18      |                                                                                  | Inventor dos Amores            |
| 2011 | "Refém"                                                      | 22      |                                                                                  | Inventor dos Amores            |
| 2011 | "Balada"                                                     | 3       | - PMB: Ouro - BEA: Platina - IFPI: Platina - PROMUSICAE: Ouro - FIMI: 2× Platina | Gusttavo Lima e Você           |
| 2011 | "Fora do Comum"                                              | 31      |                                                                                  | Gusttavo Lima e Você           |
| 2012 | "60 Segundos"                                                | 14      |                                                                                  | Gusttavo Lima e Você           |
| 2012 | "Gatinha Assanhada"                                          | 7       |                                                                                  | Ao Vivo em São Paulo           |
| 2012 | "Fazer Beber"                                                | 79      |                                                                                  | Ao Vivo em São Paulo           |
| 2013 | "Doidaça"                                                    | 19      |                                                                                  | Ao Vivo em São Paulo           |
| 2013 | "Diz Pra Mim" (Just Give Me a Reason)                        | 10      |                                                                                  | Do Outro Lado da Moeda         |
| 2013 | "Fui Fiel"                                                   | 7       | - PMB: Ouro                                                                      | Do Outro Lado da Moeda         |
| 2014 | "Tô Solto na Night"                                          | 3       |                                                                                  | Do Outro Lado da Moeda         |
| 2014 | "10 Anos"                                                    | 24      | - PMB: 2× Platina                                                                | Do Outro Lado da Moeda         |
| 2014 | "Que Mal Te Fiz Eu? (Diz-Me)"                                | 4       |                                                                                  | Não associado a nenhum álbum   |
| 2014 | "Se É pra Beber Eu Bebo"                                     | 23      |                                                                                  | 50/50                          |
| 2015 | "Você não Me Conhece"                                        | 6       |                                                                                  | Não associado a nenhum álbum   |
| 2015 | "Tá Faltando Eu" (part. Jorge & Mateus)                      | 35      | * PMB: Ouro                                                                      | Buteco do Gusttavo Lima        |
| 2015 | "Não Paro de Beber"                                          | 18      |                                                                                  | 50/50                          |
| 2016 | "Que Pena Que Acabou"                                        | 1       | - PMB: Ouro                                                                      | 50/50                          |
| 2016 | "Homem de Família"                                           | 1       |                                                                                  | 50/50                          |
| 2016 | "O Velhinho (part. Paula Fernandes)"                         | 68      |                                                                                  | 50/50                          |
| 2017 | "Abre o Portão Que Eu Cheguei"                               | 1       | - PMB: Platina                                                                   | 50/50                          |
| 2017 | "Eu Vou Te Buscar (Cha La La La La)" (part. Hungria Hip-Hop) | 1       | - PMB: 3× Platina                                                                | O Embaixador                   |
| 2017 | "Apelido Carinhoso"                                          | 1       | - PMB: 3× Diamante                                                               | Buteco do Gusttavo Lima Vol. 2 |
| 2018 | "Mundo de Ilusões"                                           | 75      | - PMB: Ouro                                                                      | Buteco do Gusttavo Lima Vol. 2 |
| 2018 | "Zé da Recaída"                                              | 1       | - PMB: Diamante                                                                  | O Embaixador                   |
| 2019 | "Cem Mil"                                                    | 1       | - PMB: Diamante                                                                  | O Embaixador                   |
| 2019 | "Milu"                                                       | 1       |                                                                                  | O Embaixador in Cariri         |
| 2020 | "A Gente Fez Amor"                                           | 1       |                                                                                  | O Embaixador in Cariri         |
| 2020 | "Saudade Sua"                                                | 17      |                                                                                  | Não associado a nenhum álbum   |
| 2020 | "Espetinho"                                                  | 17      |                                                                                  | O Embaixador The Legacy        |
| 2020 | "Café e Amor"                                                | 24      |                                                                                  | O Embaixador The Legacy        |
| 2021 | "De Menina Pra Mulher"                                       | 25      |                                                                                  | O Embaixador The Legacy        |
| 2021 | "Fala Comigo"                                                | 59      |                                                                                  | O Embaixador The Legacy        |
| 2021 | "Nota de Repúdio"                                            | 37      |                                                                                  | Buteco In Boston               |
| 2022 | "Ficha Limpa"                                                | 1       |                                                                                  | Buteco In Boston               |
| 2022 | "Bloqueado"                                                  | 1       |                                                                                  | Buteco In Boston               |
| 2022 | "Termina Comigo Antes"                                       | 2       |                                                                                  |                                |
| 2023 | "Desejo Imortal"                                             | 1       |                                                                                  | Ao Vivo no Minerão             |
| 2023 | "Canudinho" (part. Ana Castela)                              | 1       |                                                                                  | Paraíso Perfeito               |

### Como artista convidado
| Ano  | Single                                                                           | Paradas | Álbum                                                  |
| Ano  | Single                                                                           | BRA     | Álbum                                                  |
| ---- | -------------------------------------------------------------------------------- | ------- | ------------------------------------------------------ |
| 2011 | "Chega Mais Pra Cá" (Humberto & Ronaldo part. Gusttavo Lima)                     | 81      | Romance - Ao Vivo                                      |
| 2012 | "Vem Ni Mim Dodge Ram" (Israel Novaes part. Gusttavo Lima)                       | 2       | O Cara do Arrocha                                      |
| 2013 | "Festa Boa" (Henrique & Diego part. Gusttavo Lima)                               | 3       | Ao Vivo em Campo Grande                                |
| 2013 | "Not This Time" (Laura S. part. Gusttavo Lima)                                   | —       | Não adicionado à nenhum álbum                          |
| 2014 | "3 Horas da Manhã" (Laís part. Gusttavo Lima)                                    | —       | Não adicionado à nenhum álbum                          |
| 2014 | "Cordão de Ouro" (Romim Mata part. Gusttavo Lima)                                | —       | Não adicionado à nenhum álbum                          |
| 2014 | "Implorando Pra Trair" (Michel Teló part. Gusttavo Lima)                         | 3       | Bem Sertanejo                                          |
| 2015 | "Cicatrizes" (Kleo Dibah & Rafael part. Gusttavo Lima)                           | 38      | Só Uma História                                        |
| 2015 | "Homem Chora Sim" (Edy Britto & Samuel part. Gusttavo Lima)                      | 18      | Os Ciganos - Ao Vivo em Goiânia                        |
| 2015 | "Amo Até no Céu" (Gabriel Gava part. Gusttavo Lima, Lucas Lucco e Israel Novaes) | 12      | Single em Homenagem a Cristiano Araújo e Allana Moraes |
| 2015 | "Dim Dim" (Thiago Brava part. Gusttavo Lima)                                     | 53      | Não adicionado à nenhum álbum                          |
| 2016 | "Fica Louca" (Thaeme & Thiago part. Gusttavo Lima)                               | 18      | Ethernize - Ao Vivo                                    |
| 2016 | "E Aí" (Matogrosso & Mathias part. Gusttavo Lima)                                | 23      | 40 Anos - Ao Vivo em Brasília                          |
| 2016 | "Eu Menti" (Rick Sollo part. Gusttavo Lima)                                      | —       | Foi Deus                                               |
| 2017 | "Hormônios" (Racyne & Rafael part. Gusttavo Lima)                                | 47      | Em Um Lugar Assim                                      |
| 2017 | "Faixa 3" (Bruninho & Davi part Gusttavo Lima)                                   | 2       | Ao Vivo no Ibirapuera                                  |
| 2017 | "Não Fui Capaz de Te Esquecer" (Zé Henrique & Gabriel part. Gusttavo Lima)       | 69      | Histórico                                              |
| 2017 | "Será Que Cê Deixa" (Rick & Rangel part. Gusttavo Lima)                          | 32      | Infinity                                               |
| 2017 | "Noites Frustradas" (Jads & Jadson part. Gusttavo Lima)                          | 6       | Balada Bruta                                           |
| 2018 | "Meu Coração Não Chora, Urra" (Day & Lara part. Gusttavo Lima)                   | 26      | Não adicionado à nenhum álbum                          |
| 2018 | "Golpe Baixo" (Rob Nunes part. Gusttavo Lima)                                    | 25      | Ao Vivo em Goiânia                                     |
| 2019 | "Dá Preferência Pra Mim" (Thiago Brava part. Gusttavo Lima)                      | 6       | Não adicionado à nenhum álbum                          |
| 2019 | "Salvou Meu Dia" (Kevinho part. Gusttavo Lima)                                   | 73      | Não adicionado à nenhum álbum                          |
| 2019 | "Tiro Certo" (Zé Felipe part. Gusttavo Lima)                                     | 10      | Ao Vivo                                                |
| 2019 | "Algo Mais (Amante)" (Xand Avião part. Gusttavo Lima)                            | 48      | Errejota Ao Vivo                                       |
| 2019 | "Drive-Thru" (Márcia Fellipe part. Gusttavo Lima)                                | 19      | Made in Studio                                         |
| 2019 | "Maria Passa na Frente" (Padre Marcelo Rossi part. Gusttavo Lima)                | —       | Não adicionado à nenhum álbum                          |
| 2021 | "Amando Individual" (Felipe Araújo part. Gusttavo Lima)                          | 6       | Check                                                  |

### Outras Aparições
| Ano  | Obra                                           | Álbum                                            | Artista                             |
| ---- | ---------------------------------------------- | ------------------------------------------------ | ----------------------------------- |
| 2011 | "Utopia"                                       | Milhões de Vozes - Ao Vivo em Fortaleza          | Padre Reginaldo Manzotti            |
| 2011 | "É Fato"                                       | Efeitos Tour 2011                                | Cristiano Araújo                    |
| 2012 | "E Aí"                                         | Ao Vivo Em Londrina                              | Thaeme & Thiago                     |
| 2012 | "Sou Seu Fã"                                   | Marca Evidente                                   | Israel & Rodolffo                   |
| 2012 | "Paraquedas"                                   | Paraquedas                                       | Matheus & Kauan                     |
| 2012 | "Safadiar"                                     | Sorriso 15 Anos - Ao Vivo                        | Sorriso Maroto                      |
| 2012 | "Eu Vou Contar Pro Cêis"                       | Eu Vou Contar Pro Cêis                           | Humberto & Ronaldo e Jorge & Mateus |
| 2013 | "Vou Me Entregar"                              | Ao Vivo em Campo Grande                          | Henrique & Diego                    |
| 2014 | "Temporal de Amor / Solidão"                   | Leonardo - 30 Anos                               | Leonardo                            |
| 2014 | "Previsões"                                    | Entre Amigos                                     | Milton Nunes                        |
| 2014 | "Como Apaixonado Faz"                          | Ao Vivo Em Goiânia                               | Israel Novaes                       |
| 2014 | "Três Corações"                                | Pra Ser Tudo Perfeito                            | Fred & Gustavo                      |
| 2014 | "Saudade da Minha Terra"                       | Bem Sertanejo                                    | Michel Teló                         |
| 2014 | "Para Não Ser Triste"                          | Natal em Família 2                               | João Neto & Frederico               |
| 2015 | "Pra Ficar Tudo Certo"                         | Onde Tudo Começou                                | Zé Ricardo & Thiago                 |
| 2015 | "Tem Que Ter Paixão"                           | Escândalo de Amor                                | Edson & Hudson                      |
| 2015 | "Disputa"                                      | Adivinha                                         | Lucas Lucco                         |
| 2016 | "Homem é Homem"                                | A Danada Sou Eu                                  | Ludmilla                            |
| 2017 | O Velhinho (Gusttavo Lima com Paula Fernandes) | Presente de Natal - O Especial de Natal da Globo | Vários Artista                      |
| 2020 | "Que Pasen los Dias"                           | Mesa Para Dos                                    | Kany García                         |
| 2023 | "Fala Comigo"                                  | Na Pegada do Arrocha                             | Vários Artistas                     |
| 2023 | "Balada do Buteco"                             | Na Pegada do Arrocha                             | Vários Artistas                     |

### Outras canções nas paradas
| Ano  | Single                                                 | Paradas | Certificações     | Álbum                   |
| Ano  | Single                                                 | BRA     | Certificações     | Álbum                   |
| ---- | ------------------------------------------------------ | ------- | ----------------- | ----------------------- |
| 2016 | "Jejum de Amor"                                        | 18      | - PMB: Ouro       | Buteco do Gusttavo Lima |
| 2018 | "Carrinho de Areia"                                    | 21      | - PMB: 3× Platina | O Embaixador            |
| 2019 | "Respeita o Nosso Fim"                                 | 25      | - PMB: Diamante   | O Embaixador            |
| 2019 | "Carreira Solo"                                        | 94      |                   | O Embaixador in Cariri  |
| 2020 | "Que Pasen los Dias" (Kany Garcia part. Gusttavo Lima) | 71      |                   | Mesa Para Dos           |

### Singlespromocionais
| Ano  | Título                                                     | Paradas | Certificações | Álbum                                 |
| Ano  | Título                                                     | BRA     | Certificações | Álbum                                 |
| ---- | ---------------------------------------------------------- | ------- | ------------- | ------------------------------------- |
| 2011 | "Minha Mulher Não Deixa Não" (part. Reginho)               | 94      |               | Não adicionado à nenhum álbum         |
| 2012 | "Sete Mares"                                               | —       |               | Não adicionado à nenhum álbum         |
| 2012 | "Mente Pra Mim"                                            | —       |               | Não adicionado à nenhum álbum         |
| 2013 | "As Mina Pira na Balada"                                   | —       |               | Ao Vivo em São Paulo                  |
| 2013 | "Só Tem Eu"                                                | 77      |               | Do Outro Lado da Moeda                |
| 2014 | "Do Outro Lado da Moeda" (part. Zezé Di Camargo & Luciano) | —       |               | Do Outro Lado da Moeda                |
| 2014 | "O Melhor de Mim" (All of Me)                              | —       |               | Não adicionado à nenhum álbum         |
| 2016 | "Quem Vem de Longe"                                        | —       |               | Trilha sonora da novela Êta Mundo Bom |
| 2016 | "50/50"                                                    | —       | - PMB: Ouro   | 50/50                                 |
| 2019 | "Online"                                                   | —       |               | O Embaixador in Cariri                |
| 2019 | "Quem Traiu Levou"                                         | —       |               | O Embaixador in Cariri                |

## Trilhas sonoras
| Ano  | Título                   | Álbum         | Nota                     |
| ---- | ------------------------ | ------------- | ------------------------ |
| 2012 | "Gatinha Assanhada"      | Salve Jorge   | Tema de Bruna Marquezine |
| 2013 | "As Mina Pira na Balada" | Amor à Vida   | Tema geral               |
| 2016 | "Quem Vem de Longe"      | Êta Mundo Bom | Tema de Sérgio Guizé     |

## Vídeos musicais
| Ano                         | Título                                                     | Diretor(es)                       |
| --------------------------- | ---------------------------------------------------------- | --------------------------------- |
| 2010                        | "Rosas, Versos e Vinhos"                                   | Jodele Larcher e Guigga Tomaz     |
| 2010                        | "Inventor dos Amores" (com Jorge & Mateus)                 |                                   |
| 2012                        | "Gatinha Assanhada"                                        | Anselmo Troncoso                  |
| 2013                        | "Diz Pra Mim"                                              | Anselmo Troncoso                  |
| 2013                        | "Fui Fiel"                                                 | Anselmo Troncoso                  |
| 2014                        | "10 Anos"                                                  | Anselmo Troncoso                  |
| "Com Você"                  |                                                            | Anselmo Troncoso                  |
| "A Cor da Esperança"        |                                                            | Anselmo Troncoso                  |
| "Nossa Preferida Sertaneja" |                                                            | Anselmo Troncoso                  |
| "O Melhor de Mim"           |                                                            | Anselmo Troncoso                  |
| "Se É Pra Beber Eu Bebo"    | Rafael Terra                                               |                                   |
| 2015                        | "Você não Me Conhece"                                      | Henrique Gontijo                  |
| 2015                        | "Não Paro de Beber"                                        | Henrique Gontijo                  |
| 2016                        | "Quem Vem de Longe"                                        | Fernando Azevedo                  |
| 2017                        | "Eu Vou Te Buscar (Cha La La La La)" (com Hungria Hip Hop) | Fred Siqueira                     |
| 2018                        | "Mundo de Ilusões"                                         | André Caverna                     |
| 2018                        | "Zé da Recaída"                                            | Fernando Rozolfo e Samuel Augusto |
| 2019                        | "Online"                                                   | André Caverna                     |
| 2019                        | "Milú"                                                     | André Caverna                     |

### Como convidado
| Ano  | Título           | Diretor                              | Notas                                                                                            |
| ---- | ---------------- | ------------------------------------ | ------------------------------------------------------------------------------------------------ |
| 2013 | "Not This Time"  | Rodrigo Gianeto                      | Participação em clipe da cantora Laura S. (Laura Seripieri)                                      |
| 2014 | "Cordão de Ouro" | Fernando Trevisan (Catatau)          | Participação em clipe do cantor Romim Mata                                                       |
| 2015 | "Eu Mudei"       |                                      | Participação em clipe do cantor português Leandro                                                |
| 2015 | "Cicatrizes"     | Rafael Terra                         | Participação em clipe da dupla sertaneja Kleo Dibah e Rafael                                     |
| 2015 | "Amo Até no Céu" | Flaney Gonzallez (Edição de imagens) | Participação em clipe de Gabriel Gava em homenagem a Cristiano Araújo e a namorada Allana Moraes |